# 18电子规则
18电子规则（英語：18-electron rule）又称有效原子序数法则（EAN），是过渡金属簇合物化学中比较重要的一个经验规则，常用来预测金属配合物的结构和稳定性。过渡金属价电子层有5个(n-1)d、1个(n)s和3个(n)p轨道，共可容纳{\displaystyle 2\times 9=18}个电子；如果18个电子（非键或成键电子）填满了其价电子层，使其具有与同周期稀有气体原子相同的电子结构，则该配合物是稳定的。该填充过程常由金属原子与配体间共享电子完成。
从分子轨道上看，金属配合物的原子轨道重组成9个成键与非键分子轨道。尽管还有一些能级更高的反键轨道，但18电子规则的实质是这9个能量最低的分子轨道都被电子填充的过程。
18电子规则是西奇威客（N.V.Sidgwick）在吉尔伯特·路易斯的八隅体规则（8电子规则）基础上提出的，适用于八电子规则不适用的过渡金属配合物部分。

## 应用
利用18电子规则可以较好地说明Cr、Mn、Fe和Co的三核簇合物及二茂铁、五羰基铁、六羰基铬和四羰基镍的电子结构。在这些化合物中，9个分子轨道能量最低，电子也容易填满这些轨道，因此与18电子规则吻合较好。
配体对该配合物是否符合18电子规则影响很大。通常，满足该规则的配合物大多是π酸配合物。这类配体包括烯烃、膦和羰基。它们处于强场，生成的配合物中9个分子轨道的能量更低，电子也更容易填充到其中去。这些配体与低价态的金属形成的配合物更加稳定，是因为这样能使金属和配体轨道重叠较好，同时金属也可将电子反馈给配体（Synergic fashion）。
除此之外，由于该规则的前提包含金属与配体之间的共价连接，因此离子性较强的金属所生成的配合物也与18电子规则有出入。这些金属包括：s区元素、镧系金属和锕系金属。
满足18电子规则的配离子通常不容易发生配体交换反应，如[Co(NH3)5Cl]2+和[Fe(CN)6]4−。满足18电子规则的配合物通常较稳定，不容易发生氧化还原反应，也不容易发生分解；而不满足18电子规则的配合物则有达到该规则的趋势。例如满足18电子规则的Fe(C5H5)2、Ni(CO)4、Fe(CO)5、Fe2(CO)9、Co2(CO)8、Cr(C6H6)2和(C6H6)Mo(CO)3等都较稳定，而不满足18电子规则的Co(C5H5)2和Ni(C5H5)2易被氧化；V(CO)6易转化为V(CO)6−；Mn(CO)5和Co(CO)5不存在，但已合成出相应满足18电子规则的HMn(CO)5和HCo(CO)4。但需要注意的是，并不是所有低氧化态金属的π酸配合物都符合18电子规则；也不是所有高价金属的非π酸配合物都不符合。因此需要针对配合物自身的情况，具体问题具体分析。

## 计算
18电子规则常用于判断金属配合物的稳定性和结构。例如在判断是否可以将二茂铁中一个茂环（Cp）用羰基替换时，
首先移除一个环戊二烯基负离子，得到含有12个价电子的正离子。每个羰基给出2个电子，因此根据18电子规则，以下正离子应该是稳定的：
CpFe(CO)3+
事实上，该配合物以另一种方式满足18电子规则，即生成环戊二烯基羰基铁[Fe(η5-C5H5)(CO)2]2，参见二茂铁#衍生物。在算这个化合物中一个铁原子的价电子数时，可认为另一个铁原子贡献了一个电子：
Cp 5 + Fe 8 + 2 CO 2 + Fe 1 = 18
此外，用另一个单负离子配体也可使其达到18电子：
CpFe(CH3)(CO)2
Cp 5 + Fe 8 + CH3 1 + 2 CO 2 = 18

## 不符合18电子规则的情况
与8电子规则类似，也有很多过渡金属配合物不符合18电子规则，其原因主要可归为以下几类：

### 体积较大的配体
如果配体体积较大，将会在很大程度上限制配合物达到18电子规则的趋势。与之类似的是，前过渡金属由于体积较小，也常常无法达到18电子结构。例子有： 
- Ti(neo-C5H11)4 （8 VE），（VE = 价电子数 Valence Electron）
- Cp*2Ti(C2H4) （16 VE）
- V(CO)6 （17 VE）
- Cp*Cr(CO)3 （17 VE）
- Pt(PtBu3)2 （14 VE）
- Co(norbornyl)4 （11 VE）
- [FeCp2]+ （17 VE）

这类配合物在有些情况下包含抓氢键（Agostic interaction）：
- W(CO)3[P(C6H11)3]2 （16 VE），但W原子中心与一根C-H键之间有较短的相互作用。
- Cp(PMe3)V(CHCMe3) （14 VE，反磁性），与“烷叉-H”（alkylidene-H）间有一根短的V-H键，因此该化合物结构处于Cp(PMe3)V(CHCMe3)和Cp(PMe3)V(H)(CCMe3)之间。

### 高自旋配合物
高自旋配合物含有较多的单电子轨道，有可能难以提供出与配体成键的空轨道。一般地讲，这类配合物中很少有π酸配体。这些单电子轨道可与自由基配体（Radical ligand，如氧）的单电子轨道组合，或贡献电子给强场配体，从而产生可与配体结合的空轨道。例子有：
- CrCl3(THF)3 （15 VE）
- [Mn(H2O)6]2+ （17 VE）
- [Cu(H2O)6]2+ （21 VE）

含有强π给予体配体的配合物往往不符合18电子规则，它们包括：氟离子（F−），氧离子（O2−），氮离子（N3−），烷氧基负离子（RO−）和亚胺负离子（RN2−）。例如：
- [CrO4]2− （16 VE）
- Mo(=NR)2Cl2 （12 VE）

在后者的例子中，Mo-N键较短，Mo-N-C键角接近180°，因此氮的孤对电子与Mo原子间存在配位作用，也可认为这个化合物是16VE。反例有： 
- trans-WO2(Me2PCH2CH2PMe2) （18 VE）
- Cp*ReO3 （18 VE）

这些例子中M=O键长较长，M=O键没有包含氧对金属的配位。

### 某些d轨道能量较高
位于元素周期表右方的后过渡金属常会生成不符合18电子规则的配合物，是由于一个或多个d轨道能量较高，不易被电子填充的缘故。例如：
- [PtCl4]2− （16 VE）
- CuCl(CO) （14 VE）
- Vaska's配位化合物（Vaska's compound） - [IrCl(CO)(PPh3)2] （16 VE）
- 蔡斯盐（Zeise's salt） - [PtCl3(η2-C2H4)]− （16 VE）

### 混合情况
上面的因素有时可以同时出现： 
- Cp*VOCl2 （14 VE）
- TiCl4 （8 VE）

### 超过18电子的例子
这些例子有：
- 二茂钴 （19 VE）
- 二茂镍 （20 VE）
- 六水合铜（II）离子 [Cu(H2O)6]2+ （21 VE）

静电引力通常是造成超过18电子的原因。在金属茂基配合物中，螯合效应增大了配合物的稳定性，但二茂钴和二茂镍仍然容易被氧化生成相应的18电子配合物（Co(C5H5)2+和CpNiCl(PR3)、CpH等）。